# Адлекты
Адлекты (лат. Adlecti) — у древних римлян название выборных лиц для пополнения какой-либо коллегии служащих, например, преторов, эдилей, трибунов, декурионов и пр.; также члены сената, выбранные для пополнения его состава.
Потому как эти дополнительные члены выбирались большей частью из среды всадников (знати), то название адлектов могло отличать их от «patres conscripti», то есть старинных сенаторских родов.